# Pax Britannica
Pax Britannica (за аналогією з лат. Pax Romana) — «Британський мир» — період відносного миру в Європі та світі в 1815–1914 роках, впродовж якого Британська імперія повністю домінувала на морі та контролювала більшість морських торговельних шляхів. Початком Pax Britannica історики вважають період після Битви при Ватерлоо, а закінченням — початок Першої світової війни.
Цей термін є латинським і є похідним від старшого терміну Pax Romana, римського миру.
Pax Britannica характеризувався проголошенням курсу на свободу торгівлі і скасування рабства, контролем британського флоту над стратегічними морськими шляхами і «дводержавним стандартом» (Британія повинна мати флот більший, ніж об'єднані флоти найбільших морських держав — на той час Російська імперія та Франція), поширенням по всьому світу англійської мови, парламентаризму, британських законодавчих норм, британської системи мір і ваг тощо.
Піком британської могутності став час царювання королеви Вікторії.